# 愛宮芽依
愛宮 芽依（あいみや めい、2000年2月27日 - ）は、日本のグラビアアイドル。埼玉県出身。e-2dive entertainmentを経て、現在フリーランス。

## 略歴・人物
趣味は、食べ歩きとディズニー。特技は、リアクションが良い意味で薄いこと。
2020年6月、週刊プレイボーイ発表「雨宿りしたい次世代下乳番付」で西の小結に選出。
2020年12月1日、年内いっぱいで所属事務所を退社する事と、来年からはフリーで活動する事をTwitterで報告した。
2021年1月1日、芸名を「芦屋 芽依」から「愛宮 芽依（あいみや めい）」に改名したことをTwitterで報告した。

## 作品

### DVD
- ピュア・スマイル（2019年7月26日、竹書房）[6][7]
- Be with you（2019年10月25日、スパイスビジュアル）[1][8]
- いけない恋心（2020年1月31日、エスデジタル）[9]
- 好きだよ（2020年4月20日、ラインコミュニケーションズ）[10]